# Ranunculus turneri
Ranunculus turneri ist eine Pflanzenart aus der Gattung Hahnenfuß (Ranunculus) innerhalb der Familie der Hahnenfußgewächse (Ranunculaceae). Es gibt Vorkommen in der Arktis beiderseits der Beringstraße (amphiberingisch).

## Beschreibung

### Vegetative Merkmale
Ranunculus turneri wächst als ausdauernde krautige Pflanze, die Wuchshöhen von 20 bis 40 Zentimetern erreicht. Die aufrechten Stängel sind behaart und an ihrer Basis nicht knollenartig. Sie wurzelt nie an den Knoten (Nodie). Die Wurzeln sind nie knollig.
Die Blattspreiten der Grundblätter sind 1,3 bis 3 × 1,8 bis 3,8 Zentimeter groß, im Umriss herz- bis nierenförmig und dreiteilig. Die Abschnitte sind gespalten. Der letzte Abschnitt ist elliptisch bis lanzettlich. Der Blattrand ist gezähnt, das Blattende zugespitzt.

### Generative Merkmale
Die Blütezeit liegt im Sommer (August). Die zwittrige Blüte ist radiärsymmetrisch und fünfzählig. Der Blütenboden ist unbehaart. Die Kelchblätter sind 7 bis 9 × 2 bis 4 Millimeter groß, ausgebreitet und rauhaarig. Die fünf Kronblätter sind 10 bis 15 × 8 bis 11 Millimeter groß und gelb.
In der Sammelnussfrucht, die bei einer Länge von 7 bis 10 Millimetern fast kugelförmig ist, befinden sich viele Nüsschen. Die Nüsschen sind etwa 2,4 × 2,6 bis 2,7 Millimeter groß und kahl. Der Rand der Achänen bildet eine schmale, 0,1 bis 0,2 Millimeter breite Rippe. Der Schnabel ist 1,6 bis 2 Millimeter lang, lanzettlich, stark hakenartig oder gebogen und bleibend.
Die Chromosomenzahl beträgt 2n = 28.

## Ähnliche Arten
Ähnliche, aufrecht wachsende Hahnenfuß-Arten im nordwestlichen Nordamerika sind Ranununculs sceleratus var. multifidus und Ranunculus pedatifidus var. affinis. Auch der (im Areal von Ranunculus turneri nur neophytisch vorkommende) Scharfe Hahnenfuß (Ranunculus acris) ist sowohl morphologisch wie auch nach seinen ökologischen Ansprüchen ähnlich.

## Vorkommen
Ranunculus turneri kommt in Kanada in Yukon und den Nordwest-Territorien, in Alaska und in Asien vor. Aus Alaska sind zehn Vorkommen bekannt. Ranunculus turneri wächst von Meereshöhe bis 1400 Metern im Gebirge. Sie kommt an Flussufern, in feuchten wiesenartigen Lebensräumen und in von tauendem Schnee durchnässten "Schneetälchen", meist in ebenen bis schwachgeneigten Lagen, vor und bevorzugt basische bis neutrale Böden. Häufige Begleitarten in Alaska sind Artemisia tilesii, Arctagrostis latifolia, Cardamine blaisdellii, Carex nesophila, Festuca altaica, Polemonium acutifolium, Primula pumila.

## Systematik
Die  Erstbeschreibung von Ranunculus turneri erfolgte 1892 durch Edward Lee Greene in Pittonia. 2, S. 296. Ein Synonym für Ranunculus turneri Greene ist Ranunculus occidentalis Nuttall var. turneri (Greene) L.D.Benson. Das Artepitheton turneri ehrt J.H.Turner, einem Erforscher der Vegetation Alaskas.
Je nach Autor gibt es etwa zwei Unterarten::
- Ranunculus turneri Greene subsp. turneri: Nordamerika, Nordost-Sibirien
- Ranunculus turneri subsp. jacuticus (Ovcz.) Tolm. (Syn.: Ranunculus jacuticus Ovcz.): Nordost-Sibirien.